# Geidar Dschachidowitsch Dschemal

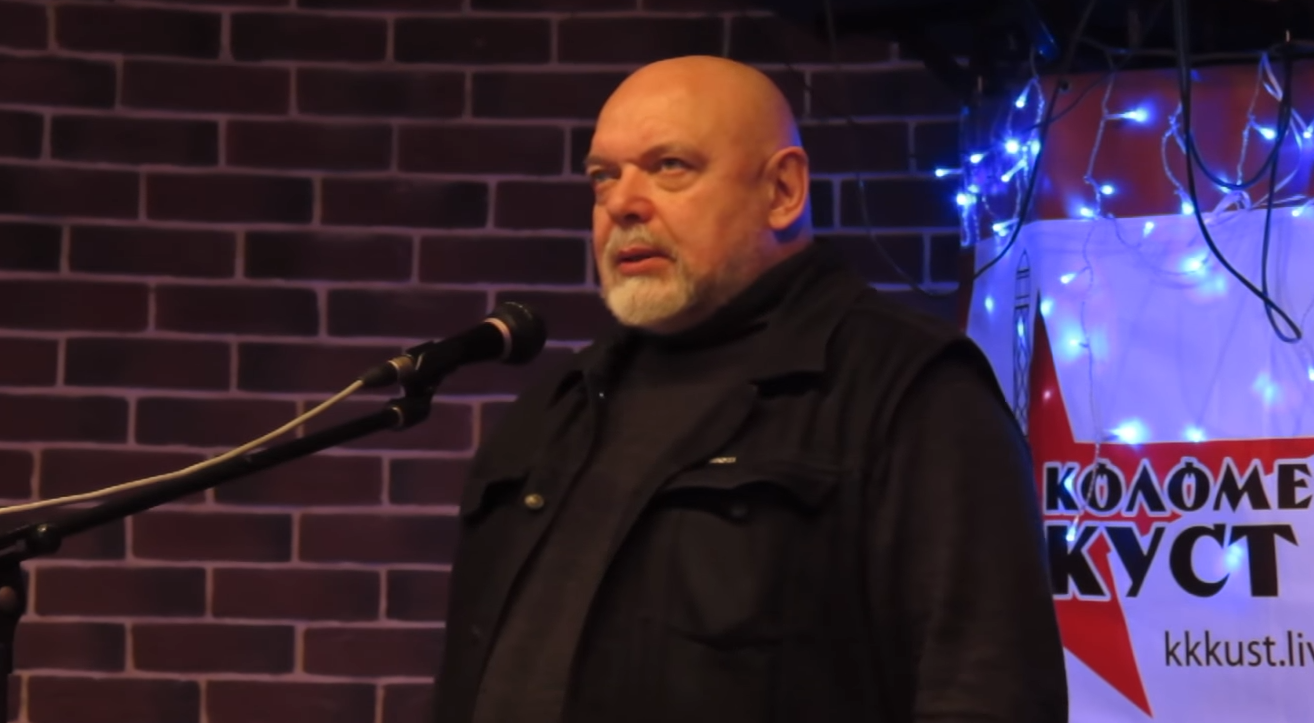
Geidar Dschachidowitsch Dschemal

Geidar Dschachidowitsch Dschemal (russisch Гейда́р Джахи́дович Джема́ль, auch Geydar Dschemal transkribiert; * 6. November 1947 in Moskau, Sowjetunion; † 5. Dezember 2016 in Almaty, Kasachstan) war ein russisch-islamischer Revolutionär, Sozialaktivist, Philosoph und Poet. Er war Gründer des Russischen Islamischen Komitees.

## Leben
Dschemal kam  in Moskau zur Welt. Sein Vater war ein aserbaidschanischer Künstler und seine Mutter eine russische Dresseurin und Reiterin.
Nach der Grundschule begann Dschemal sein Studium am Institut für Asien- und Afrikakunde an der Lomonossow-Universität Moskau. Nach einem Jahr seines Studiums wurde er von der Universität relegiert, weil er „bürgerlichen Nationalismus zeigte“. Danach war er zuerst als Zerspanungsmechaniker und später als Korrepetitor der Sprachen tätig. Er arbeitete auch als Rezensent der Fremdsprachigen Werke in verschiedenen Bibliotheken.
In den 1990er Jahren war er als Autor einer Fernsehsendung über den Islam im russischen Fernsehen tätig. Er arbeitete mit verschiedenen islamischen Organisationen in Europa zusammen. 1994 organisierte er ein Treffen der iranischen Islamisten mit dem Patriarchen von Moskau, Alexius II. 1998 war er als Gastprofessor an der Universität Kapstadt tätig. Dort hielt er Vorlesungen über politische Philosophie und Sozialanthropologie. Er erhielt den Doctor honoris causa an derselben Universität. 2009 war er Kandidat für die Parlamentswahl in der Duma. Im selben Jahr wurde seine Organisation, das Russische Islamische Komitee, beschuldigt, den Terrorismus in Russland zu unterstützen. Später wurde bei ihm eine Hausdurchsuchung vorgenommen. Doch wurde nichts Illegales gefunden.
Er gehörte zu den 34 Erstunterzeichnern des Manifests gegen Wladimir Putin mit dem Titel Putin muss gehen vom März 2010.
Die letzten Jahre seines Lebens hielt er Vorlesungen und schrieb Bücher und Aufsätze über Philosophie, Theologie und aktuelle Politik. 
Am 5. Dezember 2016 starb Dschemal in Almaty nach langer Krankheit. Er wurde am nächsten Tag in derselben Stadt begraben.

## Familie
Geidar Dschemals Sohn Orhan Geidarowitsch Dschemal (1966–2018) war Mitgründer der Muslimischen Union der Russischen Journalisten.